# Estadilla
Estadilla es un municipio y villa situado en el extremo oriental de la comarca del Somontano de Barbastro, en la provincia de Huesca, comunidad autónoma de Aragón, España. Limita con los municipios de Barbastro, Estada, Graus, Peralta de Calasanz, Azanuy-Alins y Fonz.

## Geografía

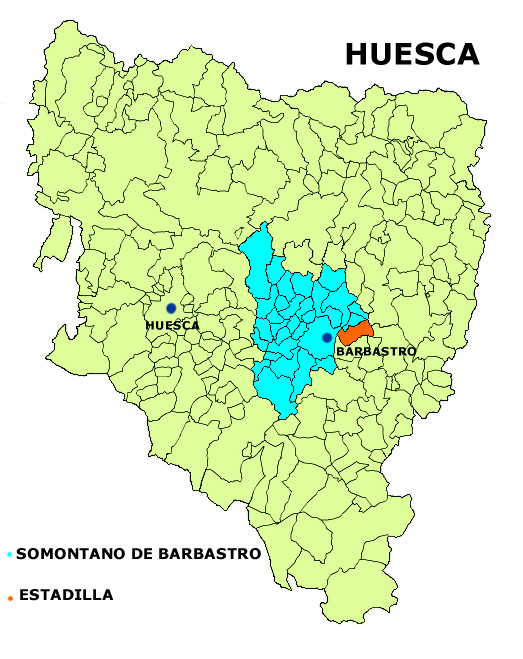
Localización en la provincia de Huesca

El término municipal se encuentra situado al sur de la Sierra de la Carrodilla cuyo punto más alto está a unos 1108 m de altitud. La localidad se encuentra situada a unos 80 km del Pirineo aragonés y a unos 62 km de Huesca. Cubre una superficie de 50,39 km². Situado a una altitud de 450 m. Tiene 826 habitantes (INE 2024).
| Noroeste: Estada | Norte: Estada     | Noreste: Graus            |
| Oeste: Barbastro | Puntos cardinales | Este: Peralta de Calasanz |
| Suroeste: Fonz   | Sur: Fonz         | Sureste: Azanuy-Alins     |

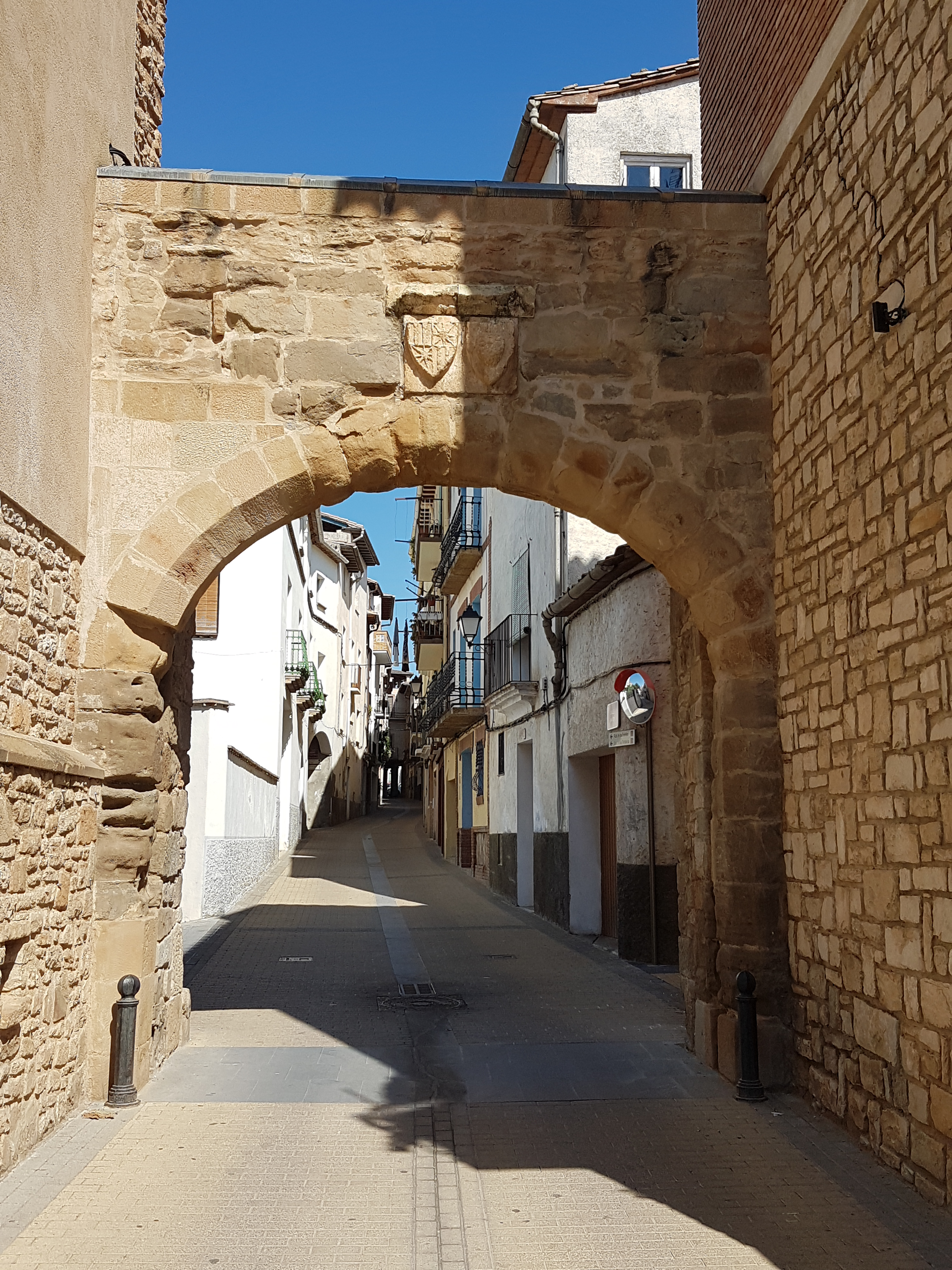
Portal del Sol

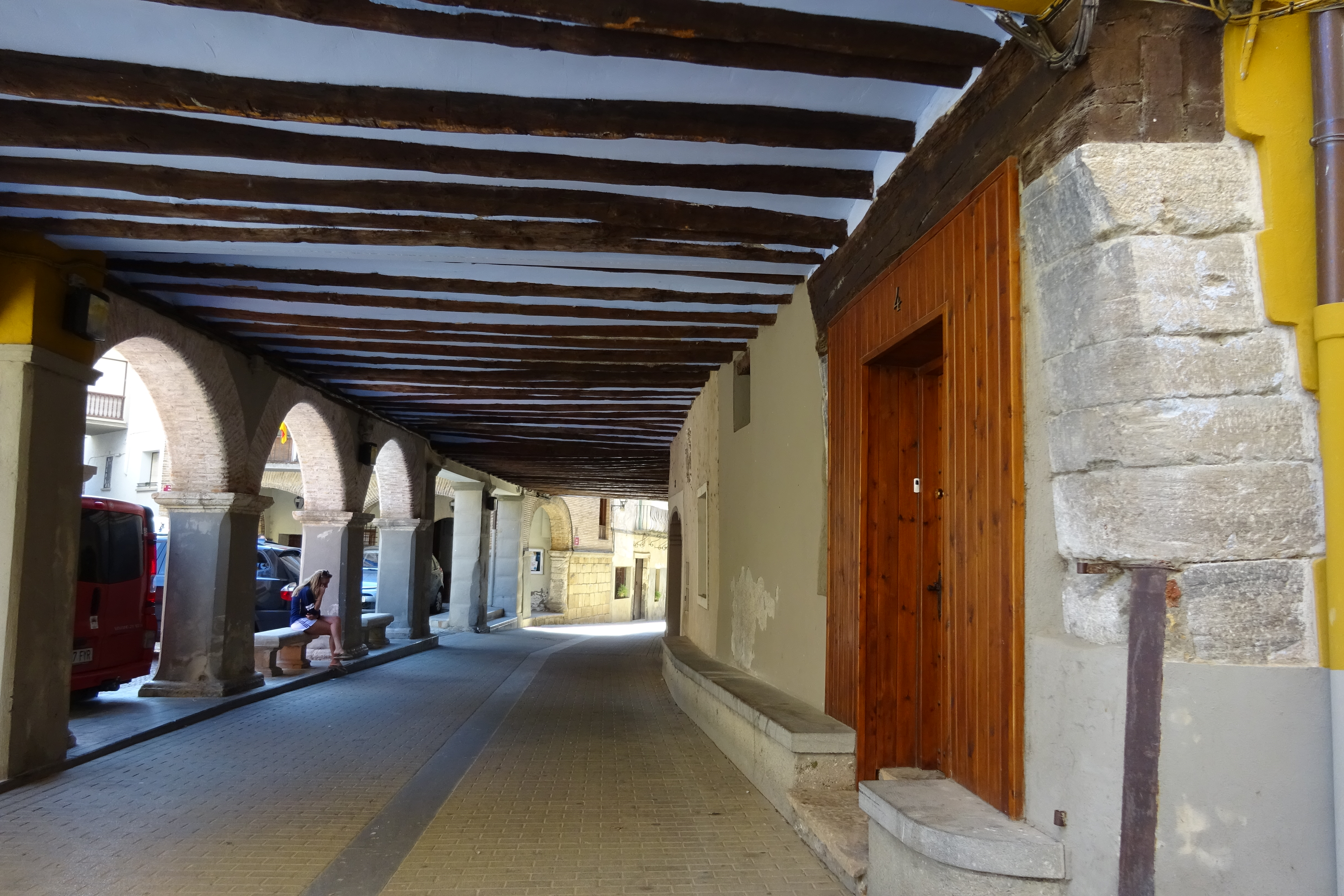
Soportal en la calle Mayor

La configuración urbana de Estadilla es la típica de un pueblo medieval: un casco antiguo de callejas estrechas y sinuosas al abrigo de la peña El Castillo, sobre la que se levantaba el castillo de la baronía de Castro, antiguos señores de la villa, y del que se conservan pequeños fragmentos del muro diseminados por el cerro.
Sin embargo, los asentamientos más antiguos nos remiten a la época neolítica, como nos demuestran las pinturas rupestres halladas en los abrigos del Forau del Cocho y la Cova del Engardaixo, ambos en la Sierra de la Carrodilla.
En el corazón de esta sierra, y dándole nombre, se encuentra el Santuario de la Virgen de la Carrodilla formado por un conjunto de dependencias que lo configuran –iglesia, casa, corrales, pórticos...-. Su historia es larga y fecunda: construido y reconstruido en diferentes épocas, encontramos en él huella de diferentes estilos arquitectónico: románico, gótico, barroco... En la actualidad su uso –aparte del religioso-, está pensando para el recreo de sus visitantes.
La Villa de Estadilla ha pertenecido históricamente al Condado de Ribagorza, en el que tuvo un peso específico como cabeza de la baronía de Castro. Testigos de tiempos pasados y gloriosos son pintorescos rincones que, callejeando, el paseante descubrirá sin duda: el arco de la Plaza del Portal del Sol, callejas estrechas que nos hablan de su pasado musulmán; pasadizos en las calles construidos con clara función defensiva; la Plaza Mayor, porticada, en la que destaca la Casa Consistorial, fiel representante del renacimiento aragonés; la sobria Fuente del Lavadero, etc.
Abundan las casas solariegas, adornadas por trabajados escudos, como Casa Campa, Casa Marro, Sangenís, del Barón, el castillo. Estadilla cuenta además con uno de los pocos palacios neoclásicos de la provincia. De excelente factura, lo mandó construir Manuel Abbad y Lasierra, conocido erudito ilustrado.

## Historia
Estadilla era, en la antigüedad, un lugar de paso, de ahí su nombre.
Cuenta con habitantes en su entorno desde la prehistoria, que se fueron asentando cada vez más cerca del río y lejos del resguardo de la montaña, hasta establecerse definitivamente en el peñón que lleva el nombre de El Castillo, que ofrecía una buena posición defensiva, anteriormente se erigía un castillo, que fue destruido por las tropas regulares de Monzón, los Almogaberes, después se hizo uso de sus piedras para nuevas construcciones, teniendo la función de una especie de cantera de la decadencia. En noviembre de 1090 los reyes Sancho Ramírez de Aragón y Pedro I de Aragón dieron los fueros de Monzón a quienes fueran a poblar Estadilla (LACARRA, Documentos, n.º 7). San José de Calasanz estudio en el colegio de Estadilla. En estas épocas Estada (el pueblo vecino) siempre fue un pueblo mejor dotado económica y socialmente, cosa que ha decaído muy extremadamente ligeramente en los últimos siglos.
De realengo desde 1090 hasta 1199, por presentar tenantes (UBIETO ARTETA, Los tenantes, p. 139)
El 7 de mayo de 1286 el rey Alfonso III de Aragón restituyó Estadilla a Felipe de Castro (SINUÉS, n.º 1441)

## Demografía
Estadilla cuenta con una población de 826 habitantes (INE 2024).
| Gráfica de evolución demográfica de Estadilla entre 1842 y 2021                                                     |
| |
| Población de derecho según los censos de población del INE Población de hecho según los censos de población del INE |

## Administración y política

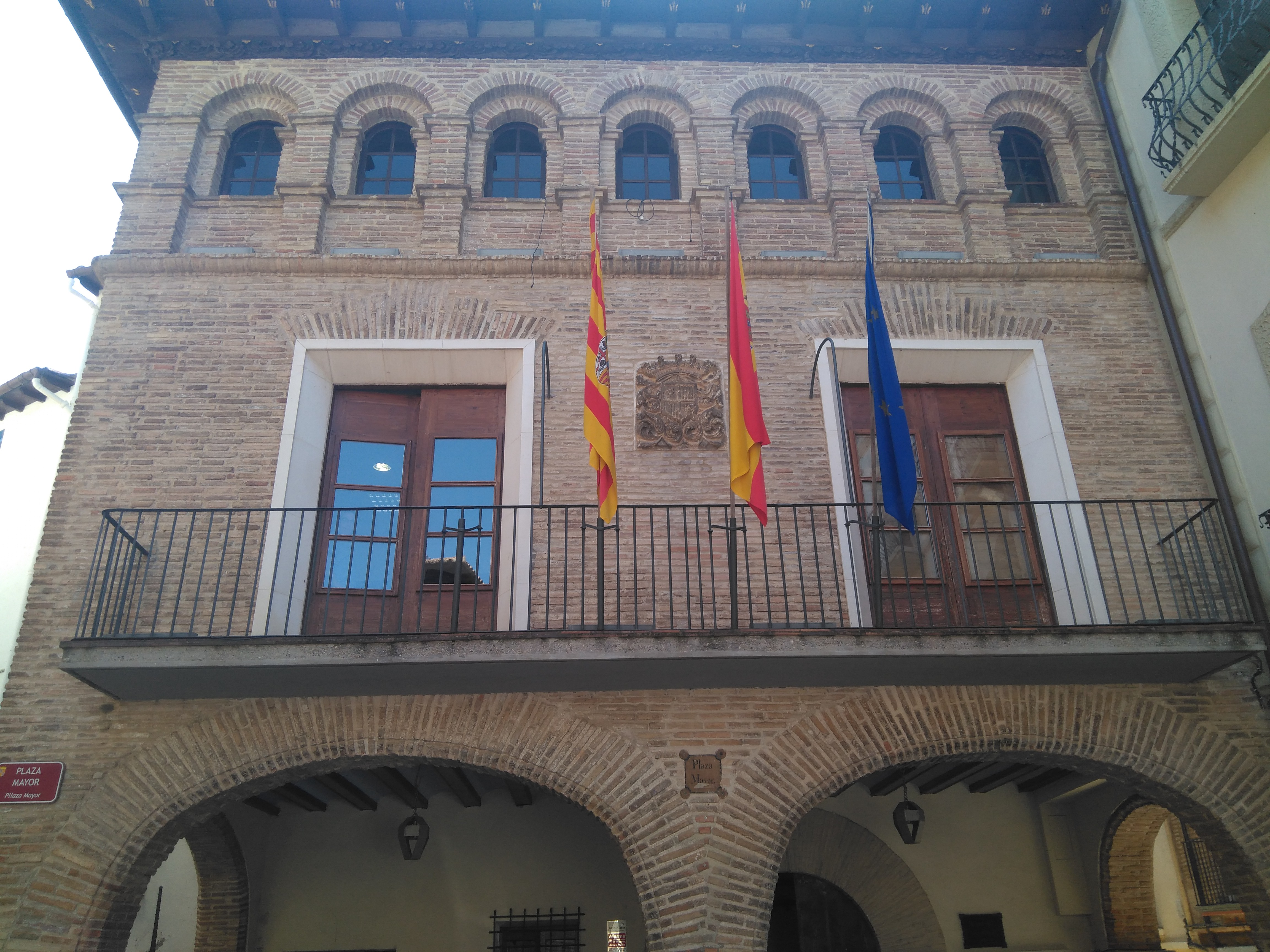
Casa consistorial

| Período   | Alcalde                         | Partido    | Partido |
| --------- | ------------------------------- | ---------- | ------- |
| 1979-1983 | José María Peirón Lasierra      | UCD        |         |
| 1983-1987 | José María Peirón Lasierra      | UCD        |         |
| 1987-1991 | Jaime Francisco Facerías Sancho | PSOE       |         |
| 1991-1995 | Jaime Francisco Facerías Sancho | PSOE       |         |
| 1995-1999 | Jaime Francisco Facerías Sancho | PSOE       |         |
| 1999-2003 | Jaime Francisco Facerías Sancho | PSOE       |         |
| 2003-2007 | Jaime Francisco Facerías Sancho | PSOE       |         |
| 2007-2011 | Jaime Francisco Facerías Sancho | PSOE       |         |
| 2011-2015 | Jaime Francisco Facerías Sancho | PSOE       |         |
| 2015-2019 | Carmen Sahún Obis               | PSOE       |         |
| 2019-2023 | Mª Pilar Lleyda Zanuy           | Ciudadanos |         |

| Partido político    | Partido político                                   | 2003   | 2007   | 2011   | 2015   | 2019   |
| Partido político    | Partido político                                   | Ediles | Ediles | Ediles | Ediles | Ediles |
|                     | Ciudadanos (CS)                                    | —      | —      | —      | —      | 4      |
|                     | Partido de los Socialistas de Aragón (PSOE-Aragón) | 4      | 4      | 4      | 4      | 3      |
|                     | Partido Popular de Aragón (PP)                     | —      | —      | 1      | —      | —      |
|                     | Cambiar Estadilla                                  | —      | —      | —      | 2      | —      |
|                     | Partido Aragonés (PAR)                             | 1      | —      | —      | 1      | —      |
|                     | Izquierda Unida (IU)                               | —      | —      | 2      | —      | —      |
|                     | Chunta Aragonesista (CHA)                          | 2      | 3      | —      | —      | —      |
| Total de concejales | Total de concejales                                | 7      | 7      | 7      | 7      | 7      |

## Cultura

### Patrimonio
- Lavadero: del siglo XVIII.
- Puente románico.

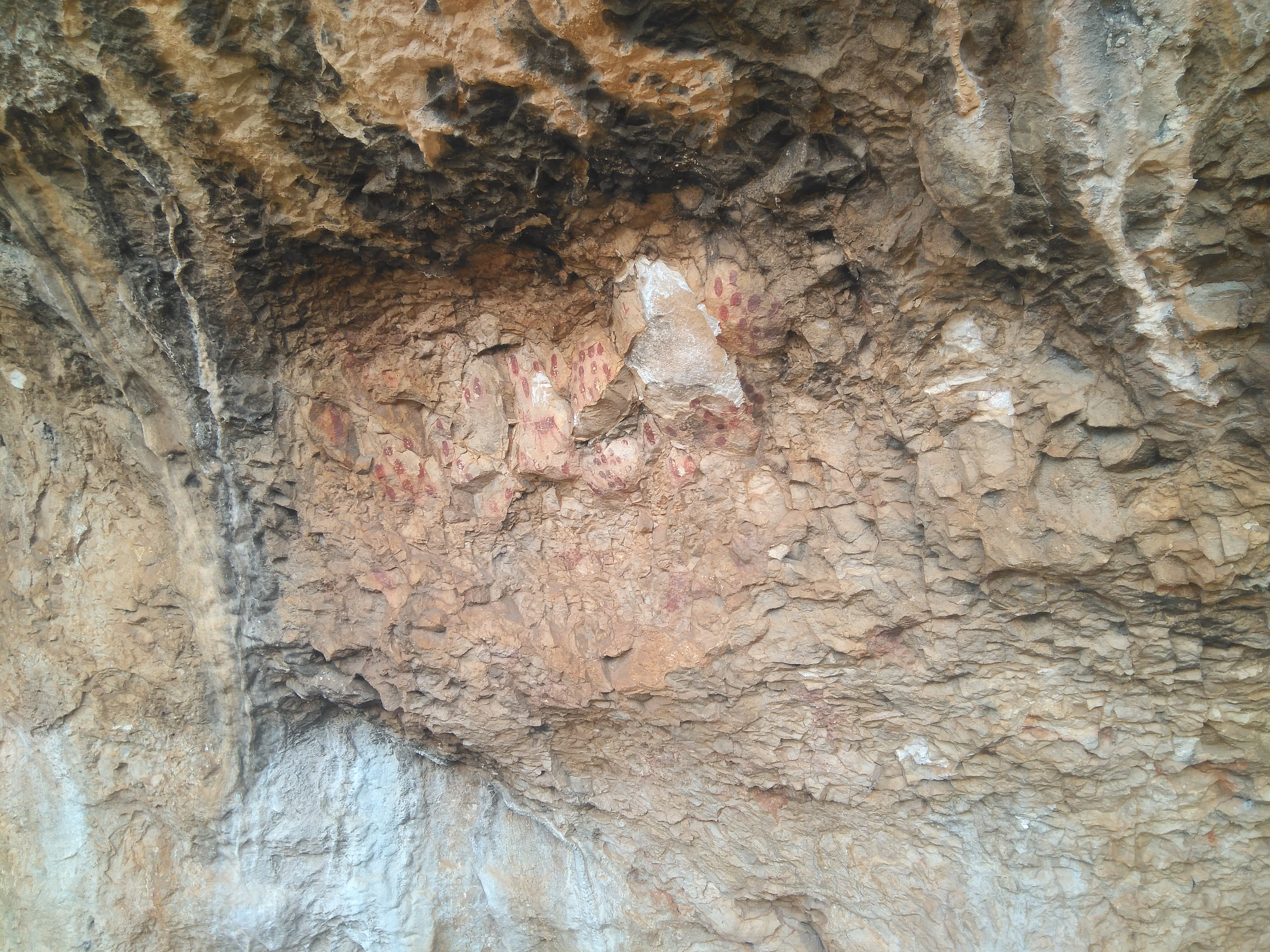
Forau del Cocho

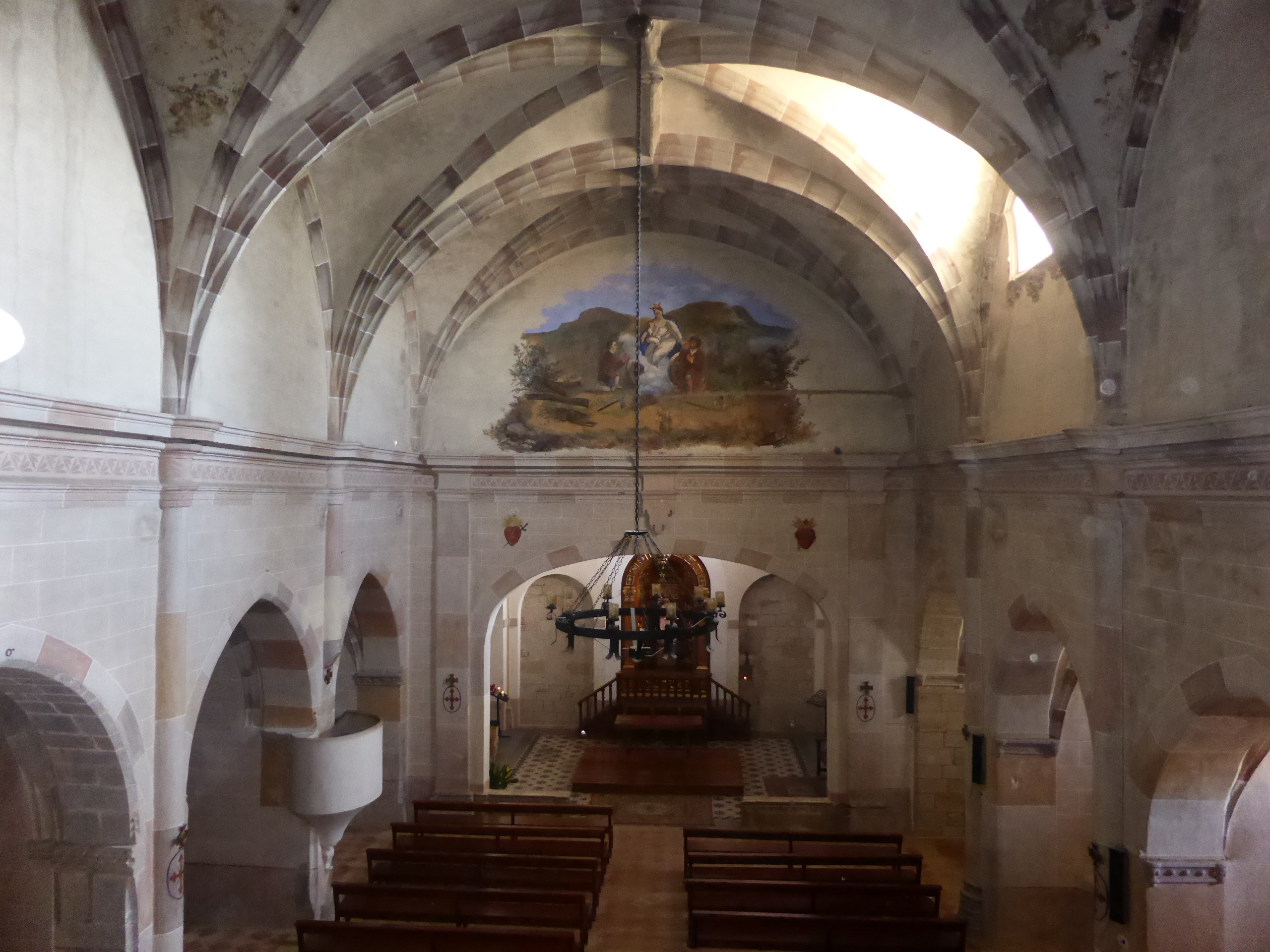
Interior del Santuario de la Carrodilla

- Pinturas rupestres: Forau del Cocho y Covacho del Engardaixo.
- Iglesia del siglo XVI (ya no existe).
- Ermita de Pilatos.
- Convento de los Carmelitas descalzos (actualmente casa Melchoré).
- Santuario amurallado de la Carrodilla, a seis km del pueblo, en honor a la Virgen.

### Fiestas
- Del 7 al 12 de agosto en honor de san Lorenzo.
- Del 10 de abril al 12 de abril en honor a Nuestra Sra. de la Carrodilla.

### Costumbres
- El viernes de dolor hay una romería al Santuario de la Virgen de la Carrodilla y para comer se reparten judías blancas con bacalao y un panecillo.
- Campeonato mundial de Retalla. Se celebra cada año coincidiendo con las fiestas mayores de San Lorenzo.

### Deporte
- Un domingo de cada abril, desde hace 25 años, se celebra la cronoescalada a la ermita de la Carrodilla, cuya distancia es de 9,780 km de longitud y el récord actual lo ostenta el zaragozano Raúl Serrano con un tiempo de 28 min 09 s
- Existe un club ciclista llamado C.C.L'Aurora compuesto por una plantilla de 12 ciclistas en competición y 30 en cicloturismo, en este club destaca el juvenil Joaquín Bellera.
- El Trial de Estadilla celebrado en la localidad una vez al año.
- En el mes de Junio se celebra la Trail Sierra de la Carrodilla, en el año 2025 se ha celebrado la X edición con una gran participación de corredores en las tres modalidades de 9,5K (400 m de desnivel), 17K (600 m de desnivel) y 24K (+1100 m de desnivel).

## Personas notables

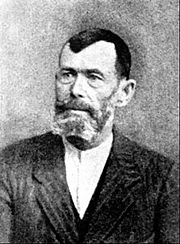
Cleto Torrodellas Español

## Localidades hermanadas
- Mauzac, Francia.[10]